# Haags Openbaar Vervoer Museum

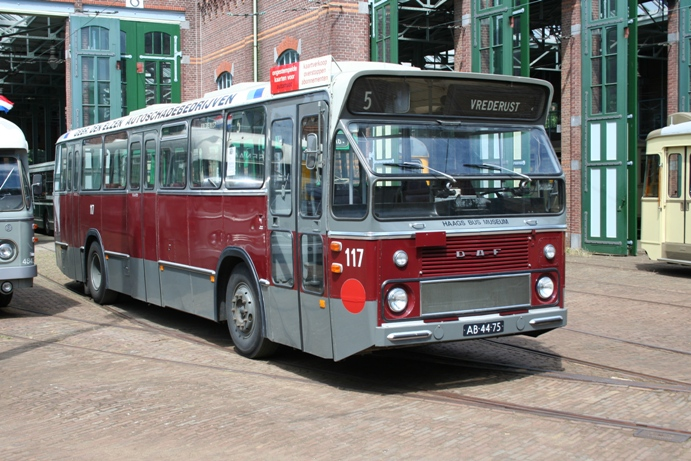
HTM 117, CSA-I bus uit 1967 van het Haags Bus Museum.

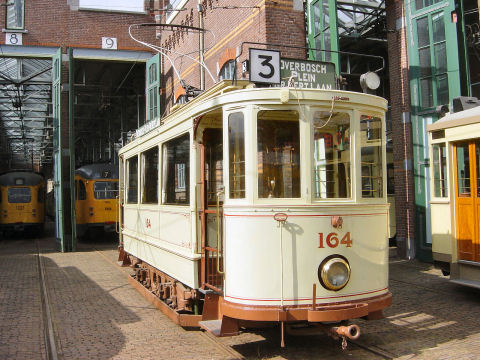
Motorwagen 164 uit 1908 van het Haags Openbaar Vervoer Museum.

Het Haags Openbaar Vervoer Museum (HOVM) is sinds 1989 gevestigd in een oude tramremise, de remise Frans Halsstraat te Den Haag. Deze remise is gebouwd in 1906 en is tot 1983 in gebruik geweest bij de Haagsche Tramweg Maatschappij (HTM).

## Geschiedenis
Sinds 1983 is er het historisch trammaterieel van HTM gestald. Het gebouwencomplex staat sinds 1988 op de Rijksmonumentenlijst. In 1990 werd een omvangrijke restauratie afgerond zodat het gebouw nu weer te bewonderen is in de oorspronkelijke staat van 1906.
Zestien Haagse museumtrams en acht autobussen staan op de gemeentelijke monumentenlijst.
In het museum werkten de twee stichtingen SHTM (Stichting Haags Tram Museum) en HBM (Haags Bus Museum) samen om een beeld te geven van het tram- en busvervoer in Den Haag in het verleden, heden en toekomst. Tegenwoordig zijn de museumbussen elders gehuisvest en concentreert het museum zich op de Haagse museumtrams.
Sinds het voorjaar van 2023 zijn ook de museumtrams van de vroegere werkgroep Scheveningen van de Tramweg-Stichting ondergebracht in het HOVM. Naast enkele Haagse museumtrams zijn er ook enkele NZH-museumtrams deel van deze collectie.
Het Haags Openbaar Vervoer Museum is geopend van april tot en met oktober op elke zondag van 13.00 tot 17.00 uur. In deze periode worden op zondagen (niet in 2007 en 2008) vanuit het museum ritten met historische Haagse elektrische trams door Den Haag gehouden.
Sinds begin augustus 2007 was het museum gesloten wegens een omvangrijke verbouwing aan het remisecomplex. In december 2008 vond de officiële heropening plaats. Het museum heeft in mei 2009 zijn poorten weer geopend voor het publiek en er vinden ook weer ritten met historisch materieel plaats. Als geste was het museum in 2010 gratis toegankelijk.
Van september t/m november 2011 werd de tentoonstelling 'Retourtje Leiden' gehouden ter gelegenheid van het 80-jarige bestaan van de NVBS en de opheffing van de tramlijnen tussen Den Haag en Leiden precies een halve eeuw geleden. Zo veel mogelijk van de nog bewaard gebleven museumwagens van de Blauwe Tram en de Gele Tram zijn hiertoe bijeengebracht.

## Bereikbaarheid
Tramlijnen 9, 11 en 12 hebben haltes bijna voor de deur/het toegangshek.
Bus 26 stopt op 10 minuten loopafstand aan de halte Melis Stokelaan (Troelstrakade).